# Seznam bulharských panovníků

Znak Bulharského carství v letech 1927–1946

Tento seznam zahrnuje panovníky od nejstarších dochovaných vládců Bulharska až do roku 1946, kdy byl poslední bulharský car sesazen a ze země se později stala lidová republika. Během historie nesli panovníci několik titulů, počínaje chánem (toto jméno je ještě turkického původu), poté knížetem a nakonec carem. V době Bulharského carství v 19. a 20. století bulharští panovníci používali v zahraniční politice i titul král. Krom bulharských panovníků na území Bulharska vládli i byzantští císaři a osmanští sultáni. V současné době je Bulharsko republikou s prezidentem jakožto hlavou státu.

## První bulharská říše(681–1018)

### Cháni
| Vládce   | Obrázek | Doba vlády     | Dynastie         | Poznámka                             |
| -------- | ------- | -------------- | ---------------- | ------------------------------------ |
| Asparuch |         | 681–701        | Dulo             | Zakladatel bulharského státu         |
| Tervel   |         | 701–721        | Dulo             |                                      |
| Kormesij |         | 721–738        | Dulo             | Neznámé datum úmrtí                  |
| Sevar    |         | 738–753        | Dulo             | Sesazen pro probyzantskou politiku   |
| Kormisoš |         | 753–756        | Ukil             | Sesazen                              |
| Vinech   |         | 756–760        | Ukil             | Zabit                                |
| Telec    |         | 760–763        | Ugain            | Zabit po vojenské porážce            |
| Sabin    |         | 763–766        | Ukil             | Sesazen pro probyzantinskou politiku |
| Umor     |         | srpen–září 766 | Ukil             | Sesazen pro probyzantinskou politiku |
| Toktu    |         | 766–767        | Ukil             | Zabit spolu se svým bratrem          |
| Pagan    |         | 767–768        | Ukil             | Zabit                                |
| Telerig  |         | 768–777        | Ukil             |                                      |
| Kardam   |         | 777–803        | Ukil             |                                      |
| Krum     |         | 803–814        | Krumova dynastie |                                      |
| Omurtag  |         | 814/5–831      | Krumova dynastie |                                      |
| Malamir  |         | 831–836        | Krumova dynastie |                                      |
| Presijan |         | 836–852        | Krumova dynastie |                                      |

### Knížata
| Vládce   | Obrázek | Doba vlády | Dynastie         | Poznámka                                                  |
| -------- | ------- | ---------- | ---------------- | --------------------------------------------------------- |
| Boris I. |         | 852–889    | Krumova dynastie | Roku 864 přestoupil na křesťanství a přijal titul knížete |
| Vladimír |         | 889–893    | Krumova dynastie |                                                           |

### Carové
| Vládce            | Obrázek | Doba vlády  | Dynastie         | Poznámka                                                           |
| ----------------- | ------- | ----------- | ---------------- | ------------------------------------------------------------------ |
| Simeon I. Veliký  |         | 893–927     | Krumova dynastie | Krom cara se nechal titulovat i císařem Římanů                     |
| Petr I. Bulharský |         | 927–970     | Krumova dynastie | Od Petra měli bulharští vládci pouze titul carů                    |
| Boris II.         |         | 970–971/976 | Krumova dynastie |                                                                    |
| Roman I.          |         | 976–997     | Krumova dynastie | Místo něj vládl Samuel, který se po Romanově smrti prohlásil carem |
| Samuel I.         |         | 997–1014    | Komitopulové     |                                                                    |
| Gabriel Radomír   |         | 1014–1015   | Komitopulové     |                                                                    |
| Ivan Vladislav    |         | 1015–1018   | Komitopulové     |                                                                    |

## Byzantská nadvláda(1018–1185)
viz Seznam byzantských císařů

## Druhá bulharská říše(1185–1396)
| Vládce            | Obrázek | Doba vlády | Dynastie   | Poznámka |
| ----------------- | ------- | ---------- | ---------- | --- |
| Petr II.          |         | 1185–1187  | Asenovci   | první období vlády; roku 1185 se se svým bratrem vzbouřil byzantské nadvládě a vytvořil nový bulharský stát |
| Ivan Asen I.      |         | 1187–1196  | Asenovci   | |
| Petr II.          |         | 1196–1197  | Asenovci   | druhé období vlády                                                                                          |
| Kalojan           |         | 1197–1207  | Asenovci   | |
| Boril             |         | 1207–1218  | Asenovci   | |
| Ivan Asen II.     |         | 1218–1241  | Asenovci   | |
| Kaliman I. Asen   |         | 1241–1246  | Asenovci   | |
| Michail I. Asen   |         | 1246–1256  | Asenovci   | |
| Kaliman II.       |         | 1256       | Asenovci   | |
| Mitso Asen        |         | 1256–1257  | Asenovci   | |
| Konstantin Asen   |         | 1257–1277  | Asenovci   | |
| Michail II. Asen  |         | 1277–1279  | Asenovci   | |
| Ivajlo            |         | 1277–1279  | –          | „selský car“, vedl povstání proti stávajícími dynastii                                                      |
| Ivan Asen III.    |         | 1277–1280  | Asenovci   | |
| Jiří Terter I.    |         | 1280–1292  | Terterovci | |
| Smilec            |         | 1292–1298  | Terterovci | |
| Teodor Svjatoslav |         | 1300–1321  | Terterovci | |
| Jiří Terter II.   |         | 1321–1323  | Terterovci | |
| Michal Šišman     |         | 1323–1330  | Šišmanovci | |
| Ivan Štěpán       |         | 1330–1331  | Šišmanovci | |
| Ivan Alexandr     |         | 1331–1371  | Šišmanovci | |
| Ivan Šišman       |         | 1371–1393  | Šišmanovci | vládl v Tarnovu a Nikopoli                                                                                  |
| Ivan Stracimir    |         | 1371–1396  | Šišmanovci | vládl ve Vidinu                                                                                             |

## Osmanská nadvláda
viz Osmanská dynastie

## Moderní Bulharsko

### Knížata(1879–1908)
| Vládce       | Obrázek | Doba vlády | Dynastie           | Poznámka                                  |
| ------------ | ------- | ---------- | ------------------ | ----------------------------------------- |
| Alexandr I.  |         | 1879–1886  | Battenbergové      | Roku 1886 abdikoval po vojenském převratu |
| Ferdinand I. |         | 1887–1908  | Sasko-Coburg-Gotha | roku 1908 přijal titul cara               |

### Carové(1908–1946)
| Vládce       | Obrázek | Doba vlády | Dynastie           | Poznámka                                                                                               |
| ------------ | ------- | ---------- | ------------------ | --- |
| Ferdinand I. |         | 1908–1918  | Sasko-Coburg-Gotha | Na nátlak Trojdohody abdikoval a odešel ze země                                                        |
| Boris III.   |         | 1918–1943  | Sasko-Coburg-Gotha | |
| Simeon II.   |         | 1943–1946  | Sasko-Coburg-Gotha | V době nástupu byl nezletilý, vládla za něho regentská rada, roku 1946 byl sesazen a monarchie zrušena |